# Hockey sur glace aux Jeux olympiques de 2018
Navigation
Sotchi 2014 Pékin 2022
Les tournois de hockey sur glace aux Jeux olympiques de Pyeongchang ont lieu du 10 au 25 février 2018.

## Qualifications
Huit équipes participent au tournoi féminin et douze au tournoi masculin. Les qualifications pour les deux tournois sont déterminées par : 
- le pays hôte qui est automatiquement qualifié. La Corée du Sud est qualifiée d'office pour les deux tournois. Le 17 janvier, dans le cadre des discussions avec la Corée du Nord, le ministère sud-coréen de l'unification annonce la participation d'une équipe unifiée Nord-Sud[1].
- le classement IIHF établi à l'issue des Championnat du monde féminin 2016 et Championnat du monde masculin 2015. Chez les femmes, les cinq premiers du classement mondial obtiennent directement une place pour le tournoi tandis que ce sont les huit premiers chez les hommes.
- deux places chez les femmes et trois places chez les hommes sont issues des tournois de qualification olympiques (TQO).

| Mode de sélection         | Dates                                  | Lieux              | Nombre de places | Qualifiés                                                         |
| ------------------------- | -------------------------------------- | ------------------ | ---------------- | ----------------------------------------------------------------- |
| Pays organisateur         | 19 septembre 2014                      | Tenerife, Espagne  | 1                | Corée du Sud                                                      |
| Classement IIHF 2015      | Du 2 avril 2012 au 17 mai 2015         | -                  | 8                | Canada Russie Suède Finlande États-Unis Tchéquie Suisse Slovaquie |
| Tournois de qualification | Du 10 octobre 2015 au 4 septembre 2016 | Minsk, Biélorussie | 1                | Slovénie                                                          |
| Tournois de qualification | Du 10 octobre 2015 au 4 septembre 2016 | Riga, Lettonie     | 1                | Allemagne                                                         |
| Tournois de qualification | Du 10 octobre 2015 au 4 septembre 2016 | Oslo, Norvège      | 1                | Norvège                                                           |
| Total                     |                                        |                    | 12               |                                                                   |

| Mode de sélection         | Dates                            | Lieux             | Nombre de places | Qualifiés                               |
| ------------------------- | -------------------------------- | ----------------- | ---------------- | --------------------------------------- |
| Pays organisateur         | 19 septembre 2014                | Tenerife Espagne  | 1                | Corée du Sud                            |
| Classement IIHF 2016      | 7 décembre 2012 - 10 avril 2016  | -                 | 5                | États-Unis Canada Finlande Russie Suède |
| Tournois de qualification | 7 octobre 2016 - 12 février 2017 | Arosa, Suisse     | 1                | Suisse                                  |
| Tournois de qualification | 7 octobre 2016 - 12 février 2017 | Tomakomai , Japon | 1                | Japon                                   |
| Total                     |                                  |                   | 8                |                                         |

## Tournoi féminin

### Tour préliminaire
Les huit équipes sont divisées en deux groupes pour le tour préliminaire avec les quatre meilleures équipes au monde dans le groupe A et les quatre suivantes dans le B. Le tournoi de hockey sur glace féminin débute le 10 février. 
| Clt   | Équipe                              | PJ | V | VP | D | DP | BP | BC | Diff | Pts |
| ----- | ----------------------------------- | -- | - | -- | - | -- | -- | -- | ---- | --- |
| +001, | Canada                              | 3  | 3 | 0  | 0 | 0  | 11 | 2  | +9   | 9   |
| +002, | États-Unis                          | 3  | 2 | 0  | 1 | 0  | 9  | 3  | +6   | 6   |
| +003, | Finlande                            | 3  | 1 | 0  | 2 | 0  | 7  | 8  | -1   | 3   |
| +004, | Athlètes olympiques de Russie (AOR) | 3  | 0 | 0  | 3 | 0  | 1  | 15 | -14  | 0   |

- Demi-finales
- Quarts de finale

| Clt   | Équipe | PJ | V | VP | D | DP | BP | BC | Diff | Pts |
| ----- | ------ | -- | - | -- | - | -- | -- | -- | ---- | --- |
| +001, | Suisse | 3  | 3 | 0  | 0 | 0  | 13 | 2  | +11  | 9   |
| +002, | Suède  | 3  | 2 | 0  | 1 | 0  | 11 | 3  | +8   | 6   |
| +003, | Japon  | 3  | 1 | 0  | 2 | 0  | 6  | 6  | 0    | 3   |
| +004, | Corée  | 3  | 0 | 0  | 3 | 0  | 1  | 20 | -19  | 0   |

- Quarts de finale
- Reversé dans les matchs de classement

### Phase finale et matchs de classement
|  | Quarts de finale                         | Quarts de finale                         |                                          |                                          | Demi-finales                             | Demi-finales                             |  |  | Finale                                    | Finale                                    |
|  | Quarts de finale                         | Quarts de finale                         |                                          |                                          | Demi-finales                             | Demi-finales                             |  |  | Finale                                    | Finale                                    |
|  |                                          |                                          |                                          |                                          |                                          |                                          |  |  |                                           |                                           |
|  | 17 février, Centre de hockey de Kwandong | 17 février, Centre de hockey de Kwandong |                                          |                                          | 19 février, Centre de hockey de Kwandong | 19 février, Centre de hockey de Kwandong |  |  | 22 février, Centre de hockey de Gangneung | 22 février, Centre de hockey de Gangneung |
|  | 17 février, Centre de hockey de Kwandong | 17 février, Centre de hockey de Kwandong |                                          |                                          | 19 février, Centre de hockey de Kwandong | 19 février, Centre de hockey de Kwandong |  |  | 22 février, Centre de hockey de Gangneung | 22 février, Centre de hockey de Gangneung |
|  | 17 février, Centre de hockey de Kwandong | 17 février, Centre de hockey de Kwandong | Canada                                   | 5                                        |                                          |                                          |  |  | 22 février, Centre de hockey de Gangneung | 22 février, Centre de hockey de Gangneung |
|  | AOR                                      | 6                                        | Canada                                   | 5                                        |                                          |                                          |  |  | 22 février, Centre de hockey de Gangneung | 22 février, Centre de hockey de Gangneung |
|  | AOR                                      | 6                                        | AOR                                      | 0                                        |                                          |                                          |  |  | 22 février, Centre de hockey de Gangneung | 22 février, Centre de hockey de Gangneung |
|  | Suisse                                   | 2                                        | AOR                                      | 0                                        |                                          |                                          |  |  | 22 février, Centre de hockey de Gangneung | 22 février, Centre de hockey de Gangneung |
|  | Suisse                                   | 2                                        | 19 février, Centre de hockey de Kwandong | 19 février, Centre de hockey de Kwandong | Canada                                   | 2                                        |  |  |                                           |                                           |
|  | 17 février, Centre de hockey de Kwandong |                                          | 19 février, Centre de hockey de Kwandong | 19 février, Centre de hockey de Kwandong | Canada                                   | 2                                        |  |  |                                           |                                           |
|  |                                          | États-Unis                               | 19 février, Centre de hockey de Kwandong | 19 février, Centre de hockey de Kwandong | 3 F                                      |                                          |  |  |                                           |                                           |
|  | Finlande                                 | États-Unis                               | 19 février, Centre de hockey de Kwandong | 19 février, Centre de hockey de Kwandong | 3 F                                      | 7                                        |  |  |                                           |                                           |
|  | Finlande                                 | Finlande                                 | 0                                        |                                          |                                          | 7                                        |  |  |                                           |                                           |
|  | Suède                                    | Finlande                                 | 0                                        | 2                                        |                                          |                                          |  |  |                                           |                                           |
|  | Suède                                    | États-Unis                               | 5                                        | 2                                        |                                          |                                          |  |  |                                           |                                           |
|  |                                          | États-Unis                               | 5                                        | Match pour la 3e place                   |                                          |                                          |  |  |                                           |                                           |
|  |                                          |                                          |                                          |                                          |                                          |                                          |  |  |                                           |                                           |
|  | 21 février, Centre de hockey de Kwandong |                                          |                                          |                                          |                                          |                                          |  |  |                                           |                                           |
|  |                                          |                                          |                                          |                                          |                                          |                                          |  |  |                                           |                                           |
|  | AOR                                      | 2                                        |                                          |                                          |                                          |                                          |  |  |                                           |                                           |
|  | AOR                                      | 2                                        |                                          |                                          |                                          |                                          |  |  |                                           |                                           |
|  | Finlande                                 | 3                                        |                                          |                                          |                                          |                                          |  |  |                                           |                                           |
|  | Finlande                                 | 3                                        |                                          |                                          |                                          |                                          |  |  |                                           |                                           |

|  | Matchs de classement                     | Matchs de classement                     |                        |   | Match pour la 5e place                   | Match pour la 5e place                   |
|  | Matchs de classement                     | Matchs de classement                     |                        |   | Match pour la 5e place                   | Match pour la 5e place                   |
|  |                                          |                                          |                        |   |                                          |                                          |
|  | 18 février, Centre de hockey de Kwandong | 18 février, Centre de hockey de Kwandong |                        |   | 20 février, Centre de hockey de Kwandong | 20 février, Centre de hockey de Kwandong |
|  | 18 février, Centre de hockey de Kwandong | 18 février, Centre de hockey de Kwandong |                        |   | 20 février, Centre de hockey de Kwandong | 20 février, Centre de hockey de Kwandong |
|  | Suède                                    | 1                                        |                        |   | 20 février, Centre de hockey de Kwandong | 20 février, Centre de hockey de Kwandong |
|  | Suède                                    | 1                                        |                        |   | 20 février, Centre de hockey de Kwandong | 20 février, Centre de hockey de Kwandong |
|  | Japon                                    | 2 P                                      |                        |   | 20 février, Centre de hockey de Kwandong | 20 février, Centre de hockey de Kwandong |
|  | Japon                                    | 2 P                                      | Japon                  | 0 |                                          |                                          |
|  | 18 février, Centre de hockey de Kwandong |                                          | Japon                  | 0 |                                          |                                          |
|  |                                          | Suisse                                   | 1                      |   |                                          |                                          |
|  | Suisse                                   | Suisse                                   | 1                      | 2 |                                          |                                          |
|  | Suisse                                   |                                          |                        | 2 |                                          |                                          |
|  | Corée                                    | 0                                        |                        |   |                                          |                                          |
|  | Corée                                    | 0                                        | Match pour la 7e place |   |                                          |                                          |
|  |                                          |                                          |                        |   |                                          |                                          |
|  | 20 février, Centre de hockey de Kwandong |                                          |                        |   |                                          |                                          |
|  |                                          |                                          |                        |   |                                          |                                          |
|  | Suède                                    | 6                                        |                        |   |                                          |                                          |
|  | Suède                                    | 6                                        |                        |   |                                          |                                          |
|  | Corée                                    | 1                                        |                        |   |                                          |                                          |
|  | Corée                                    | 1                                        |                        |   |                                          |                                          |

## Tournoi masculin
Les premiers matchs ont lieu le 10 février. À l'issue des matchs du tour préliminaire, les douze équipes sont classées afin de répartir les équipes pour les séries éliminatoires et de calculer le classement final. Les quatre premières nations, c'est-à-dire les premiers de chaque groupe et le meilleur deuxième, sont directement qualifiées en quarts de finale alors que les huit suivants doivent s'affronter au cours d'un tour qualificatif.
Le 3 avril 2017, la Ligue nationale de hockey annonce que les joueurs participant au championnat nord-américain ne seront pas disponibles pour la sélection des équipes nationales. Il s'agit de la première fois depuis 20 ans que la LNH ne libère pas ses joueurs pour les Jeux olympiques.

### Tour préliminaire
| Clt   | Équipe       | PJ | V | VP | VF | D | DP | DF | BP | BC | Diff | Pts |
| ----- | ------------ | -- | - | -- | -- | - | -- | -- | -- | -- | ---- | --- |
| +001, | Tchéquie     | 3  | 2 | 0  | 1  | 0 | 0  | 0  | 9  | 4  | +5   | 8   |
| +002, | Canada       | 3  | 2 | 0  | 0  | 0 | 0  | 1  | 11 | 4  | +7   | 7   |
| +003, | Suisse       | 3  | 1 | 0  | 0  | 2 | 0  | 0  | 10 | 9  | +1   | 3   |
| +004, | Corée du Sud | 3  | 0 | 0  | 0  | 3 | 0  | 0  | 1  | 14 | -13  | 0   |

- Quarts de finale
- Tour qualificatif

| Clt   | Équipe                        | PJ | V | VP | VF | D | DP | DF | BP | BC | Diff | Pts |
| ----- | ----------------------------- | -- | - | -- | -- | - | -- | -- | -- | -- | ---- | --- |
| +001, | Athlètes olympiques de Russie | 3  | 2 | 0  | 0  | 1 | 0  | 0  | 14 | 5  | +9   | 6   |
| +002, | Slovénie                      | 3  | 0 | 2  | 0  | 1 | 0  | 0  | 8  | 12 | -4   | 4   |
| +003, | États-Unis                    | 3  | 1 | 0  | 0  | 1 | 1  | 0  | 4  | 8  | -4   | 4   |
| +004, | Slovaquie                     | 3  | 1 | 0  | 0  | 1 | 0  | 1  | 6  | 7  | -1   | 4   |

- Quarts de finale
- Tour qualificatif

| Clt   | Équipe    | PJ | V | VP | VF | D | DP | DF | BP | BC | Diff | Pts |
| ----- | --------- | -- | - | -- | -- | - | -- | -- | -- | -- | ---- | --- |
| +001, | Suède     | 3  | 3 | 0  | 0  | 0 | 0  | 0  | 8  | 1  | +7   | 9   |
| +002, | Finlande  | 3  | 2 | 0  | 0  | 1 | 0  | 0  | 11 | 6  | +5   | 6   |
| +003, | Allemagne | 3  | 0 | 0  | 1  | 2 | 0  | 0  | 4  | 7  | -3   | 2   |
| +004, | Norvège   | 3  | 0 | 0  | 0  | 2 | 0  | 1  | 2  | 11 | -9   | 1   |

- Quarts de finale
- Tour qualificatif

### Phase finale et matchs de classement
|  | Tour qualificatif | Tour qualificatif | Tour qualificatif |            |          | Quarts de finale | Quarts de finale | Quarts de finale |                 |   | Demi-finales | Demi-finales | Demi-finales |          |        | Finale | Finale | Finale |
|  |                   |                   |                   |            |          |                  |                  |                  |                 |   |              |              |              |          |        |        |        |        |
|  |                   |                   |                   |            |          |                  |                  |                  |                 |   |              |              |              |          |        |        |        |        |
|  |                   | 1                 | Suède             | 3          |          |                  |                  |                  |                 |   |              |              |              |          |        |        |        |        |
|  |                   |                   |                   | 3          |          |                  |                  |                  |                 |   |              |              |              |          |        |        |        |        |
|  |                   |                   | 9                 | Allemagne  | 4 P      |                  |                  |                  |                 |   |              |              |              |          |        |        |        |        |
|  | 8                 | Suisse            | 9                 | Allemagne  | 4 P      | 1                |                  |                  |                 |   |              |              |              |          |        |        |        |        |
|  | 8                 | Suisse            |                   |            |          | 1                |                  |                  |                 |   |              |              |              |          |        |        |        |        |
|  | 9                 | Allemagne         | 2 P               |            |          |                  |                  |                  |                 |   |              |              |              |          |        |        |        |        |
|  | 9                 | Allemagne         | 2 P               |            |          |                  |                  |                  |                 | 9 | Allemagne    | 4            |              |          |        |        |        |        |
|  |                   |                   |                   |            |          |                  |                  |                  |                 | 9 | Allemagne    | 4            |              |          |        |        |        |        |
|  |                   | 4                 | Canada            | 3          |          |                  |                  |                  |                 |   |              |              |              |          |        |        |        |        |
|  | 5                 | 4                 | Canada            | 3          | Finlande | 5                |                  |                  |                 |   |              |              |              |          |        |        |        |        |
|  | 5                 |                   |                   |            | Finlande | 5                |                  |                  |                 |   |              |              |              |          |        |        |        |        |
|  | 12                | Corée du Sud      | 2                 |            |          |                  |                  |                  |                 |   |              |              |              |          |        |        |        |        |
|  | 12                | Corée du Sud      | 2                 |            | 4        | Canada           | 1                |                  |                 |   |              |              |              |          |        |        |        |        |
|  |                   |                   |                   |            | 4        | Canada           | 1                |                  |                 |   |              |              |              |          |        |        |        |        |
|  |                   |                   | 5                 | Finlande   | 0        |                  |                  |                  |                 |   |              |              |              |          |        |        |        |        |
|  |                   |                   | 5                 | Finlande   | 0        |                  |                  |                  |                 |   |              |              |              |          |        |        |        |        |
|  |                   |                   |                   |            |          |                  |                  |                  |                 |   |              |              |              |          |        |        |        |        |
|  |                   |                   |                   |            |          |                  |                  |                  |                 |   |              |              |              |          |        |        |        |        |
|  |                   |                   |                   |            |          |                  |                  |                  |                 |   |              | 9            | Allemagne    | 3        |        |        |        |        |
|  |                   |                   |                   |            |          |                  |                  |                  |                 |   |              |              |              |          |        |        |        |        |
|  |                   | 3                 | AOR               | 4 P        |          |                  |                  |                  |                 |   |              |              |              |          |        |        |        |        |
|  |                   | 3                 | AOR               | 4 P        |          |                  |                  |                  |                 |   |              |              |              |          |        |        |        |        |
|  |                   |                   |                   |            |          |                  |                  |                  |                 |   |              |              |              |          |        |        |        |        |
|  |                   |                   |                   |            |          |                  |                  |                  |                 |   |              |              |              |          |        |        |        |        |
|  |                   | 2                 | Tchéquie          | 3 F        |          |                  |                  |                  |                 |   |              |              |              |          |        |        |        |        |
|  |                   |                   |                   | 3 F        |          |                  |                  |                  |                 |   |              |              |              |          |        |        |        |        |
|  |                   |                   | 7                 | États-Unis | 2        |                  |                  |                  |                 |   |              |              |              |          |        |        |        |        |
|  | 7                 | États-Unis        | 7                 | États-Unis | 2        | 5                |                  |                  |                 |   |              |              |              |          |        |        |        |        |
|  | 7                 | États-Unis        |                   |            |          | 5                |                  |                  |                 |   |              |              |              |          |        |        |        |        |
|  | 10                | Slovaquie         | 1                 |            |          |                  |                  |                  |                 |   |              |              |              |          |        |        |        |        |
|  | 10                | Slovaquie         | 1                 |            |          |                  |                  |                  |                 | 2 | Tchéquie     | 0            |              |          |        |        |        |        |
|  |                   |                   |                   |            |          |                  |                  |                  |                 | 2 | Tchéquie     | 0            |              |          |        |        |        |        |
|  |                   | 3                 | AOR               | 3          |          |                  | Troisième place  | Troisième place  | Troisième place |   |              |              |              |          |        |        |        |        |
|  | 6                 | 3                 | AOR               | 3          | Slovénie | 1                | Troisième place  | Troisième place  | Troisième place |   |              |              |              |          |        |        |        |        |
|  | 6                 |                   |                   |            | Slovénie | 1                |                  |                  |                 |   |              |              |              |          |        |        |        |        |
|  | 11                | Norvège           | 2 P               |            |          |                  |                  |                  |                 |   |              |              |              |          |        |        |        |        |
|  | 11                | Norvège           | 2 P               |            | 3        | AOR              | 6                |                  |                 |   |              |              |              | 4        | Canada | 6      |        |        |
|  |                   |                   |                   |            | 3        | AOR              | 6                |                  |                 |   |              |              |              | 4        | Canada | 6      |        |        |
|  |                   |                   | 11                | Norvège    | 1        |                  |                  |                  |                 |   |              |              | 2            | Tchéquie | 4      |        |        |        |
|  |                   |                   | 11                | Norvège    | 1        |                  |                  |                  |                 |   |              |              | 2            | Tchéquie | 4      |        |        |        |
|  |                   |                   |                   |            |          |                  |                  |                  |                 |   |              |              |              |          |        |        |        |        |

## Classements finaux
Les classements finaux des compétitions féminine et masculine sont les suivants :
| Place                               | Équipe     |
| ----------------------------------- | ---------- |
| Médaille d'or, Jeux olympiques      | États-Unis |
| Médaille d'argent, Jeux olympiques  | Canada     |
| Médaille de bronze, Jeux olympiques | Finlande   |
| 4                                   | AOR        |
| 5                                   | Suisse     |
| 6                                   | Japon      |
| 7                                   | Suède      |
| 8                                   | Corée      |

| Place                               | Équipe       |
| ----------------------------------- | ------------ |
| Médaille d'or, Jeux olympiques      | AOR          |
| Médaille d'argent, Jeux olympiques  | Allemagne    |
| Médaille de bronze, Jeux olympiques | Canada       |
| 4                                   | Tchéquie     |
| 5                                   | Suède        |
| 6                                   | Finlande     |
| 7                                   | États-Unis   |
| 8                                   | Norvège      |
| 9                                   | Slovénie     |
| 10                                  | Suisse       |
| 11                                  | Slovaquie    |
| 12                                  | Corée du Sud |

## Effectifs sacrés champions olympiques
| Épreuves         | Or | Argent | Bronze |
| ---------------- | --- | --- | --- |
| Tournoi féminin  | États-Unis Cayla Barnes Kacey Bellamy Hannah Brandt Dani Cameraniesi Kendall Coyne Brianna Decker Meghan Duggan Kali Flanagan Nicole Hensley Megan Keller Amanda Kessel Hilary Knight Monique Lamoureux Jocelyne Lamoureux Gigi Marvin Sidney Morin Kelly Pannek Amanda Pelkey Emily Pfalzer Alex Rigsby Maddie Rooney Haley Skarupa Lee Stecklein | Canada Meghan Agosta Bailey Bram Emily Clark Mélodie Daoust Ann-Renée Desbiens Renata Fast Laura Fortino Haley Irwin Brianne Jenner Rebecca Johnston Geneviève Lacasse Brigette Lacquette Jocelyne Larocque Meaghan Mikkelson Sarah Nurse Marie-Philip Poulin Lauriane Rougeau Jillian Saulnier Natalie Spooner Laura Stacey Shannon Szabados Blayre Turnbull Jennifer Wakefield | Finlande Sanni Hakala Jenni Hiirikoski Venla Hovi Mira Jalosuo Michelle Karvinen Rosa Lindstedt Petra Nieminen Tanja Niskanen Emma Nuutinen Isa Rahunen Meeri Räisänen Annina Rajahuhta Noora Räty Saila Saari Sara Säkkinen Ronja Savolainen Eveliina Suonpää Susanna Tapani Noora Tulus Minnamari Tuominen Riikka Välilä Linda Välimäki Ella Viitasuo       |
| Tournoi masculin | Athlètes olympiques de Russie Sergueï Andronov Aleksandr Barabanov Igor Chestiorkine Vadim Chipatchiov Sergueï Chirokov Pavel Datsiouk Vladislav Gavrikov Nikita Goussev Mikhaïl Grigorenko Iegor Iakovlev Ilia Kabloukov Sergueï Kalinine Kirill Kaprizov Bogdan Kisselevitch Vassili Kochetchkine Ilia Kovaltchouk Alekseï Martchenko Sergueï Moziakine Nikita Nesterov Nikolaï Prokhorkine Ilia Sorokine Ivan Teleguine Viatcheslav Voïnov Artiom Zoub Andreï Zoubarev | Allemagne Sinan Akdağ Danny aus den Birken Daryl Boyle Yasin Ehliz Christian Ehrhoff Dennis Endras Gerrit Fauser Marcel Goc Patrick Hager Frank Hördler Dominik Kahun Marcus Kink Björn Krupp Brooks Macek Frank Mauer Jonas Müller Moritz Müller Marcel Noebels Timo Pielmeier Leonhard Pföderl Matthias Plachta Patrick Reimer Felix Schütz Yannic Seidenberg David Wolf       | Canada René Bourque Gilbert Brulé Andrew Ebbett Stefan Elliott Chay Genoway Cody Goloubef Marc-André Gragnani Quinton Howden Chris Kelly Rob Klinkhammer Brandon Kozun Maxim Lapierre Chris Lee Maxim Noreau Eric O'Dell Justin Peters Kevin Poulin Mason Raymond Mat Robinson Derek Roy Ben Scrivens Karl Stollery Christian Thomas Linden Vey Wojtek Wolski |